# 蒙特勒伊博南
蒙特勒伊博南（法語：Montreuil-Bonnin，法語發音：[mɔ̃tʁœj bɔnɛ̃]）是法国新阿基坦大区维埃纳省的一个市镇，属于普瓦捷区。2019年，蒙特勒伊博南与临近的3个市镇合并为新市镇布瓦夫尔拉瓦莱。

## 地理
蒙特勒伊博南（46°33'4"N, 0°8'28"E）面积25.76 平方千米，位于法国新阿基坦大区维埃纳省，该省份为法国中西部省份，北起曼恩-卢瓦尔省和安德尔-卢瓦尔省，西接德塞夫勒省，南至夏朗德省，东南接上维埃纳省，东临安德尔省。
与蒙特勒伊博南接壤的市镇（或旧市镇、城区）包括：贝吕日、拉沙佩勒蒙特勒伊、希雷昂蒙特勒伊、拉沃索、武耶。

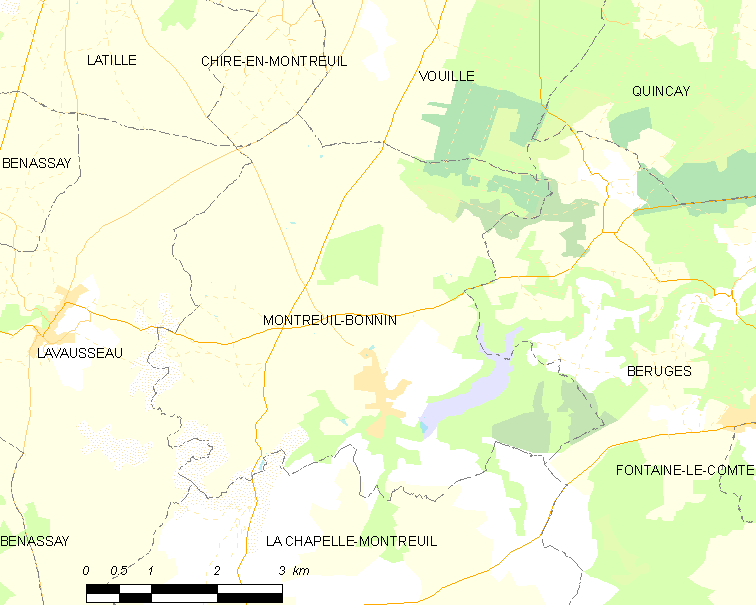
蒙特勒伊博南的OSM定位图

蒙特勒伊博南的时区为UTC+01:00、UTC+02:00（夏令时）。

## 行政
蒙特勒伊博南的邮政编码为86470，INSEE市镇编码为86166。

## 政治
蒙特勒伊博南所属的省级选区为武讷伊苏比亚尔县。

## 人口

1962-2008年间蒙特勒伊博南人口变化图示

蒙特勒伊博南于2018年1月1日时的人口数量为755人。